# Eärendil (Class40)
Eärendil est un voilier monocoque de 40 pieds conçu pour la course au large, il fait partie de la classe Class40.
Il porte les couleurs de Legallais depuis 2021.

## Conception et historique

### Eärendil
Construit à partir des plans de Sam Manuard par JPS Production, il est mis à l'eau en 2015.
Pour sa première course avec le monocoque qui est alors l'un des plus récents de la flotte des Class40, Catherine Pourre s'élance aux côtés d'Antoine Carpentier sur le Transat Jacques Vabre 2015, ils sont cependant contraints à l'abandon à cause d'un problème d'énergie.
En avril 2016, le Class40 s'impose lors des Voiles de Saint-Barth.
Au cours de l'édition 2016 de la Normandy Channel Race, le voilier est victime d'une avarie de safran le contraignant à l'abandon.
Le 26 novembre 2017 le monocoque skippé par Cathernie Pourre et Benoît Hochart franchit la ligne d'arrivée de la Transat Jacques Vabre à la neuvième position malgré une avarie en cours de route.
En 2018, le navire remporte successivement la RORC Caribbean 600, l'Atlantic Cup et la RORC Transatlantic Race.
L'année suivante, le voilier conserve son titre en remportant de nouveau la RORC Caribbean 600.
Pour sa troisième route du café avec le monocoque, Catherine Pourre prend le départ aux côtés de Pietro Luciani, le duo arrive à la dixième place à Salvador de Bahia. À l'issue de cette course, le duo remporte également le championnat 2019 de Class40.

### Legallais
En 2021, le voilier est racheté est prend les couleurs de Legallais.
Pour sa première transatlantique avec son nouveau nom, le monocoque skippé par Pierre Casenave Pere et Kevin Bloch arrive à la huitième place à Fort-de-France.

## Palmarès

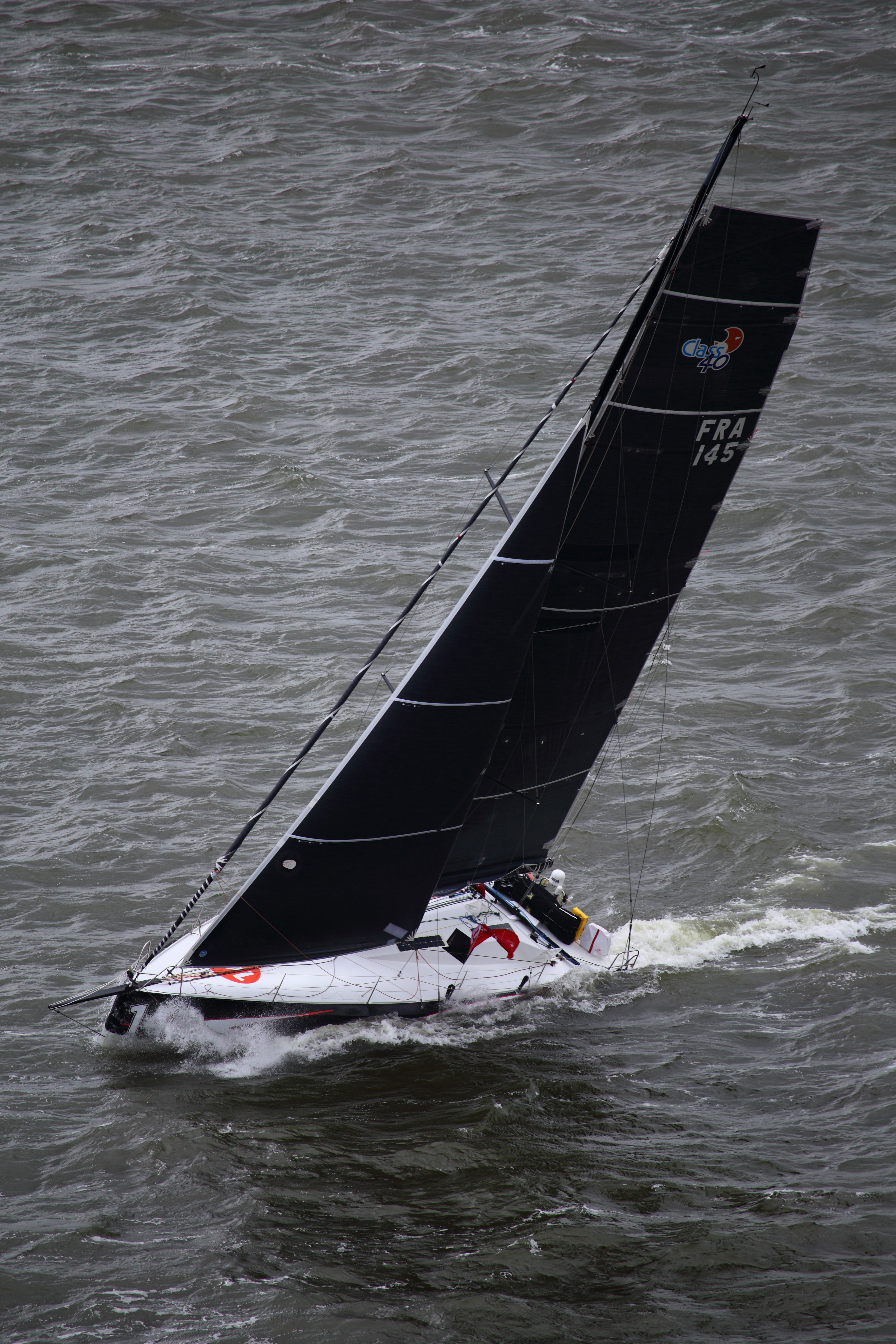
Eärendil vu lors du départ de la Transat Québec-Saint-Malo en 2016.

### 2015-2020:Eärendil- Catherine Pourre
- 2016 :
  - 1er des Voiles de Saint-Barth
  - 2e de l'Atlantic Cup[14]
  - 3e de la Transat Québec Saint-Malo[15]
- 2017 :
  - 3e de la RORC Carribean 600[16]
  - 11e de la Rolex Fastnet Race[16]
  - 9e de la Transat Jacques Vabre
- 2018 :
  - 1er de la RORC Caribbean 600
  - 1er de l'Atlantic Cup
  - 1er de la RORC Transatlantic Race

- 2019 :
  - 1er de la RORC Caribbean 600
  - 2e du Défi Atlantique[16]

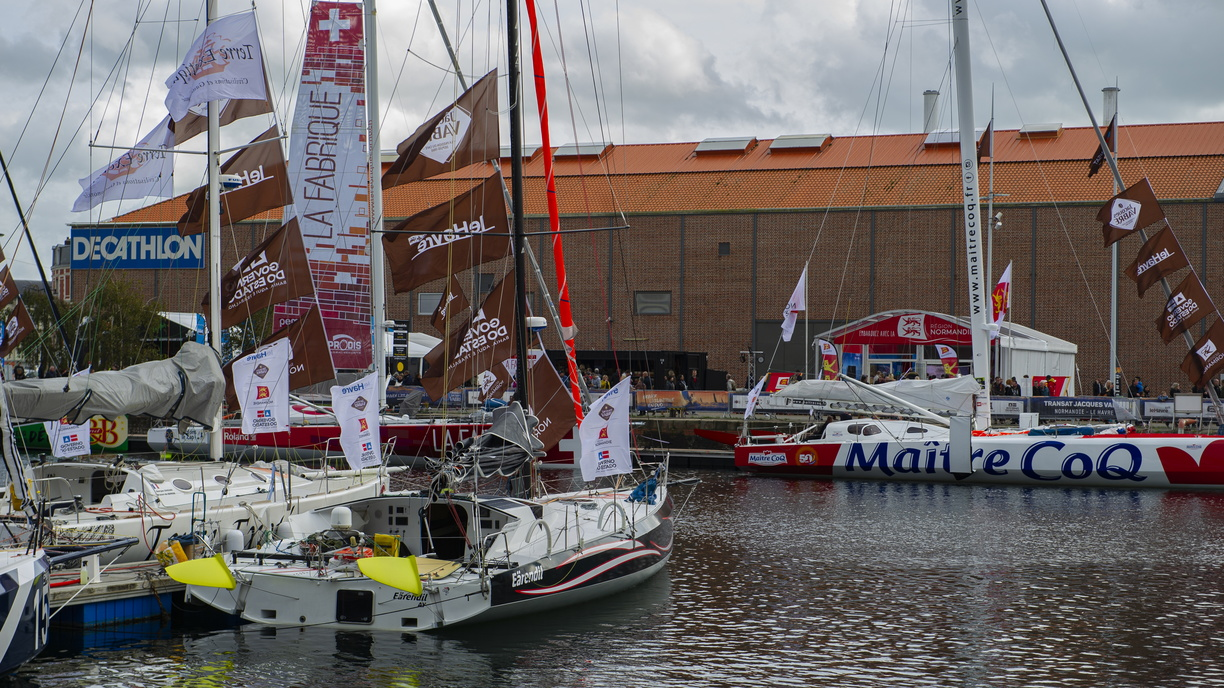
Eärendil à quai dans le bassin Paul Vatine du Havre lors de la Transat Jacques Vabre 2019

  - 2e de la Normandy Channel Race[17]
  - 1er de De Guingand Bowl Race[18]
  - 3e de Les Sables-Horta[16]
  - 3e de la Rolex Fastnet Race[16]
  - 10e de la Transat Jacques Vabre
  - 1er du championnat Class40

### Depuis 2021:Legallais- Pierre Casenave-Péré
- 2021 :
  - 8e de la Normandy Channel Race[16]
  - 10e de Les Sables-Horta[19]
  - 6e de la Rolex Fastnet Race[20]
  - 8e de la Transat Jacques Vabre
- 2022 :
  - 10e des 1000 milles des Sables[16]
  - 10e de la CIC Normandy Channel Race[16]
  - 12e de la Drheam Cup[16]
  - 16e de la 40 Malouine Lamotte[21]
  - 26e sur 38, de la Route du Rhum - Destination Guadeloupe en 18 j 18 h 34 min 4 s ; 79e au classement général sur 138 inscrits